# Opération militaire israélienne à Rafah de 2004
Pour les articles homonymes, voir Arc-en-ciel (homonymie).
Conflit israélo-arabe
Batailles
- Émeutes de Jérusalem (1920)
- Émeutes de Jaffa (1921)
- Massacre d'Hébron (1929)
- Grande Révolte arabe (1936-1939)
- Guerre civile (1947-1948)

- Guerre israélo-arabe de 1948
- Guerre israélo-arabe (1948-1949)
- Guerre des Six Jours (1967)
- Opération Colère de Dieu (1972-1992)

- Crise du canal de Suez (1956-1957)
- Guerre d'usure (1967-1970)
- Guerre du Kippour (1973)
- Attaque contre un poste-frontière (2012)

- Première guerre du Liban (1975-1990)
- Opération Litani (1978)
- Intervention israélienne au Liban (1982)
- Opération Raisins de la Colère (1996)
- Deuxième guerre du Liban (2006)

- Première intifada (1987-1993)
- Seconde intifada (2000-2005)
- Opération Arc-en-ciel (2004)
- Opération Jours de pénitence (2004)
- Opération Pluies d'été (2006)
- Blocus de la bande de Gaza (2007)
- Guerre de Gaza (2008-2009)
- Abordage de la flottille pour Gaza (2010)
- Confrontation israélo-palestinienne (2011)
- Guerre de Gaza (2012)
- Guerre de Gaza (2014)
- Regain de violence (2015-2017)
- Marche du retour (2018-2019)
- Crise israélo-palestinienne (2021)
- Guerre à Gaza (2023)

- Massacre de Munich (1972)
- Massacre de Sabra et Chatila (1982)

L'opération militaire israélienne à Rafah de 2004 (appelée par Israël opération Arc-en-ciel) s'est déroulée du 18 au 24 mai 2004 dans le camp de réfugiés palestiniens de Rafah, dans le sud de la bande de Gaza. Elle a entraîné la mort de 43 Palestiniens. De nombreuses demeures palestiniennes ont été démolies. L'opération militaire a fait l'objet de la résolution 1544 de l'ONU appelant à l'arrêt des violences, demandant à l'État d'Israël « de ne pas entreprendre de démolitions de maisons contraires au droit international » et soulignant la précarité des Palestiniens privés de logement à la suite de l'attaque israélienne. L'objectif déclaré d'Israël était de détruire les tunnels utilisés pour passer sous la frontière avec l'Égypte et de « capturer les activistes qui s'en servent pour la contrebande d'armes ».
Cette opération prend place dans la seconde intifada de 2000-2004. Elle a été menée après la mort de 11 soldats israéliens dans des attaques palestiniennes.

## Raisons de l'intervention militaire
La véritable cause qui a déclenché l'opération militaire est sujet à controverse selon The Guardian.
Israël déclare que son objectif  était de détruire les tunnels utilisés pour passer sous la frontière avec l'Égypte et de « capturer les activistes qui s'en servent pour la contrebande d'armes », tunnels qui mettent en danger les civils israéliens.
En revanche, selon les Palestiniens, l'opération est motivée par la volonté de venger la mort de 11 soldats israéliens tués dans deux attaques palestiniennes les 11 et 12 mai, ainsi que celle de deux autres soldats tués lors d'opérations pour récupérer les corps des premiers.
Des journalistes israéliens rapportent des propos officieux de gradés de l'armée selon lesquels le but était effectivement de ne pas laisser impunies ces morts qui affectent le moral des soldats.
The Guardian explique pour sa part que l'opération avait deux visées, la première étant « la poursuite de la démolition de maisons palestiniennes, en particulier le long de la zone de sécurité de la route de Philadelphie, à la frontière avec l’Égypte », et la deuxième, « la destruction du Hamas et du Jihad islamique à Rafah avant le retrait des colons juifs de la bande de Gaza ».

## Déroulement
L'opération a duré du 18 au 24 mai, dans les quartiers Tel al-Sultan et al-Brazil de Rafah.

## Bilan humain
Entre le 13 et le 24 mai, 56 habitants de Rafah sont tués, dont 45 civils, selon Le Devoir, qui relaie le Centre palestinien des droits de l'homme.
L'opération Arc-en-ciel a été principalement marquée par les événements autour de la manifestation du 19 mai 2004. Ce jour-là à peu près 3 000 personnes manifestaient pacifiquement pour dénoncer le siège dont étaient victimes les habitants des quartiers Al-Brazil, de Bloc O, de Yebna, de Salah Ed Din Gate, Tall as Sultan. Quatre tirs d'obus de char et un tir de missile depuis un hélicoptère sont effectués,. Le bilan de cette journée de manifestation a été de 13 morts et 51 blessés, dont 45 % de victimes âgées de moins de 18 ans selon Médecins du monde.

## Destruction d'infrastructures et bilan matériel
Un grand nombre de maisons ont été détruites. Les chiffres divergent selon les différentes sources : 
- Selon Le Devoir, qui cite le Centre palestinien des droits de l'homme, entre le 13 et le 24 mai, 360 maisons ont été totalement ou partiellement détruites[5]. Ainsi, au 16 mai 2004, « plus de 1.000 Palestiniens se sont retrouvés à la rue à Rafah après la démolition de leurs maisons par l'armée israélienne »[7]. Ces destructions au bulldozer se font avec l'autorisation des autorités israéliennes, qui ont entrepris d'élargir le couloir de Philadelphie, une zone tampon bordant la frontière avec l'Egypte, aux dépens des habitations[8]. « 2600 maisons palestiniennes ont été détruites à Rafah entre 2000 et 2004 »[9], 8 000 maisons depuis l'occupation israélienne de 1967[8].
- Selon l'UNRWA[10] et l'OCHA[réf. nécessaire] 298 maisons détruites (soit 241 maisons de réfugiés et 57 de non réfugiés) pour 710 familles sans-abris.
- Selon la Mairie de Rafah, 500 maisons détruites pour 1 500 familles sans-abri[réf. nécessaire].

Selon un rapport de Médecins du monde environ 50 % des terres agricoles de la commune de Rafah ont été détruites (destructions de récoltes, arrachage de citronniers, destruction de serres, de systèmes d'irrigations, etc.)

## Critique internationale et résolution de l'ONU
Cette opération israélienne a été critiquée internationalement entraînant notamment une critique de la part des États-Unis et un vote d'une résolution aux Nations unies. À la suite des attaques visant des civils lors de la manifestation du 19 mai 2004 la résolution 1544 de l'ONU est passée « condamnant la mort de civils palestiniens tués dans la zone de Rafah », et se montrant « Gravement préoccupé par la destruction d’habitations à laquelle s’est récemment livré Israël, puissance occupante, dans le camp de réfugiés de Rafah ».

## Analyse du nom de code «Arc-en-ciel»
Selon Dalia Gavriely-Nuri, spécialiste de politique et communication, le choix par Israël des noms de code d'opérations militaires relève d'une «stratégie annihilatrice» qui vise à brouiller la compréhension de l'événement, et à empêcher de percevoir « les caractéristiques indésirables ou controversées » d'une guerre. Les noms de code israéliens font souvent référence à la nature ; tel est le cas par exemple de « Pluie d'été », « Boule de neige », « Raisins de la colère », ainsi que de « Arc-en-ciel » ; ces noms voudraient éliminer dans l'esprit du public les morts et les souffrances que provoque l'action militaire, pour suggérer plutôt la beauté. De plus, l'arc-en-ciel rappelle l'histoire de l'arche de Noé dans la Bible, il symbolise la promesse que Dieu aurait faite à Noé de ne plus jamais infliger aux hommes le châtiment du déluge. Par sa référence à la Bible ce nom de code apporte une légitimation religieuse à l'opération militaire. Dalia Gavriely-Nuri voit ainsi le nom Arc-en-ciel comme un moyen de normaliser le recours à la violence, en représentant la guerre comme un phénomène naturel et comme une action juste.